# Codi de Consum de Catalunya
La Llei 22/2010, del 20 de juliol, del Codi de consum de Catalunya és una llei aprovada pel Parlament de Catalunya el 30 de juny de 2010, i entrada en vigor el 23 d'agost del mateix any, sobre els drets i deures d'empreses i consumidors amb activitat a Catalunya. La llei fou subjecte de revisió i modificació per part Tribunal Constitucional, després de la interposició de dos recursos d'inconstitucionalitat, un del Partit Popular i un altre del Defensor del Poble espanyol.
La normativa present derogà la Llei 3/1993, de 5 de març, de l'Estatut del consumidor. La Plataforma per la Llengua i el Consell de Persones Consumidores de Catalunya (CPCC), òrgan adscrit a l'Agència Catalana del Consum (ACC), valoraren positivament l'aprovació del nou codi.
Algunes mesures de la nova normativa són:
1. Les empreses de subministraments, transports, comunicacions i altres serveis bàsics han de tenir una adreça física a Catalunya per poder adreçar-hi queixes o reclamacions.
2. Els telèfons d'incidències i reclamacions de serveis bàsics han de ser gratuïts.
3. La garantia mínima de tots els serveis ha de ser de sis mesos.
4. Les empreses han de garantir el retorn de les quantitats cobrades anticipadament.
5. Les resolucions sancionadores podran incorporar el retorn dels imports cobrats indegudament i la indemnització pels danys i perjudicis provats.
6. El contracte d'un consumidor amb un intermediari, equival a un negoci fet directament amb el prestador del servei.
7. Els tiquets i comprovants de compra no es poden esborrar i han de durar el mateix que la vida útil del producte, atès que són l'element clau en cas de reclamació.
8. El dret a una informació clara i precisa, especialment en els serveis bàsics, queda ampliat.
9. L'adhesió d'empreses privades a l'arbitratge de consum es té en compte per la concessió de subvencions i ajuts públics.
10. Actuacions de difusió, síntesi dels drets de les persones consumidores, síntesi pel que fa a les obligacions de les empreses i preguntes freqüents.
11. Tota informació necessària per al consum, ús i maneig dels productes comercialitzats han d'estar, com a mínim, etiquetats en català.[3]

## L'acompliment
Especialment en l'àmbit de les informacions en català a l'etiquetatge, i pel que fa en general als drets lingüístics, hi ha hagut força polèmica pels molts casos d'incompliment de la llei, passats tots els terminis d'aprovació. La Plataforma per la Llengua valorava que el 2012 només un 6% dels productes venuts en grans superfícies etiquetaven en català d'acord als drets del consumidor inclosos a la llei. Així mateix, segons aquesta mateixa organització, també el 2012, només un 6% de les joguines distribuïdes a Catalunya ho feien de manera legal d'acord amb les obligacions lingüístiques que s'hi inclouen.

## Retallades del Tribunal Constitucional
Un cop fou aprovada pel Parlament de Catalunya, el Defensor del Poble espanyol i el Partit Popular presentaren dos recursos d'inconstitucionalitat contra la llei davant del Tribunal Constitucional espanyol. El primer recurs, del Defensor del Poble, fou resolt més de cinc anys després mitjançant la STC 88/2017. El segon recurs, del PP, fou resolt pocs mesos després de l'anterior a través de la STC 7/2018.
La sentència de 2018 mantingué un perfil continuista respecte a la de 2017. Per una banda, mantingué la potestat del Govern de la Generalitat de Catalunya per a poder adoptar «una regulació on s'estableixi l'obligació que determinats documents i informacions sobre béns o serveis comercialitzats a Catalunya es trobin també en català». No obstant, el deure de les empreses d'etiquetar i oferir la informació de consum en català seria plenament vigent sempre i quan no hi hagués una «eventual limitació de l'exercici competencial per la normativa de la Unió Europea en la matèria». Aquest darrer supòsit sí que es dona, per exemple, en l'etiquetatge de productes alimentaris. Alhora, la sentència reafirmà que el dret a ser atès en llengua catalana, tant de forma oral com escrita, que recull el Codi, no té efectes vinculants de per sí. Segons l'alt tribunal, aquesta disposició es tractaria purament d'una «proclamació in abstracto» que requeriria una desenvolupament normatiu posterior.